# A magyar labdarúgó-válogatott mérkőzései 1938-ban
A magyar labdarúgó-válogatottnak 1938-ban négy barátságos mérkőzése mellett öt világbajnoki meccse volt. Nem jól indult az év, az akkor gyengébb európai csapatok közé tartozó Portugália 4–0-ra legyőzte a magyar csapatot. Az MLSZ-ben az év elején még kérdéses volt a válogatott részvétele az 1938-as labdarúgó-világbajnokságon, Hóman Bálint kultuszminiszter javaslatára a kormány 12 000 pengős segélyt utalt ki, és ez már biztosította a részvételt.
Görögország elleni selejtező mérkőzésen 11–1 lett a végeredmény. Zsengellér Gyula öt gólja mellett a mindössze egyetlen alkalommal válogatott Nemes József kispesti csatár három gólt lőtt. Holland-India volt a következő ellenfél, 6–0-s győzelemmel a negyeddöntőben volt a csapat. Svájcot 2–0-ra, Svédországot 5–1-re győzte le a magyar válogatott. A döntőben Olaszország nyert 4–2-re a magyar csapat ellen.
A 3. labdarúgó-világbajnokság végeredménye:
1. Olaszország
2. Magyarország
3. Brazília
4. Svédország

Szövetségi kapitány:
- Dietz Károly dr.
- Schaffer Alfréd pályaedzőként segítette a válogatottat.

## Eredmények
| 207. mérkőzés 1938. január 9. | Portugália                                       | 4 – 0             | Magyarország | Lisszabon Nézőszám: 10 000 Játékvezető: Georges Capdeville (FRA) |
| 207. mérkőzés 1938. január 9. | Espirito Santo 14' Joao Cruz 15' 75' Soreiro 48' | (2 – 0) Részletek |              | Lisszabon Nézőszám: 10 000 Játékvezető: Georges Capdeville (FRA) |

| 208. mérkőzés 1938. január 16. | Luxemburg | 0 – 6             | Magyarország                                                           | Luxembourg Nézőszám: 10 000 Játékvezető: Peco Bauwens (GER) |
| 208. mérkőzés 1938. január 16. |           | (0 – 1) Részletek | Szendrődi 15' 59' 82' Kállai 73' Zsengellér 75' (11-esből) Miklósi 80' | Luxembourg Nézőszám: 10 000 Játékvezető: Peco Bauwens (GER) |

| 209. mérkőzés 1938. március 20. | Németország  | 1 – 1             | Magyarország | Nürnberg Nézőszám: 53 000 Játékvezető: John Langenus (BEL) |
| 209. mérkőzés 1938. március 20. | Siffling 29' | (1 – 0) Részletek | Toldi 49'    | Nürnberg Nézőszám: 53 000 Játékvezető: John Langenus (BEL) |

| 210. mérkőzés 1938. március 25. vb-selejtező | Magyarország                                                                          | 11 – 1            | Görögország | MTK-pálya, Budapest Nézőszám: 14 000 Játékvezető: Denis Xifandu (ROM) |
| 210. mérkőzés 1938. március 25. vb-selejtező | Zsengellér 15' 23' (11-esből) 25' 67' 85' Titkos 18' 79' Vincze 30' Nemes 37' 41' 51' | (7 – 0) Részletek | Makrisz 90' | MTK-pálya, Budapest Nézőszám: 14 000 Játékvezető: Denis Xifandu (ROM) |

| 211. mérkőzés 1938. június 5. vb-nyolcaddöntő | Magyarország                                          | 6 – 0             | Holland India | Reims Nézőszám: 10 000 Játékvezető: Roger Conrié (FRA) |
| 211. mérkőzés 1938. június 5. vb-nyolcaddöntő | Kohut 13' Toldi 16' Sárosi 25' 89' Zsengellér 30' 76' | (4 – 0) Részletek |               | Reims Nézőszám: 10 000 Játékvezető: Roger Conrié (FRA) |

| 212. mérkőzés 1938. június 12. vb-negyeddöntő | Svájc | 0 – 2             | Magyarország              | Lille Nézőszám: 20 000 Játékvezető: Rinaldo Barlassina (ITA) |
| 212. mérkőzés 1938. június 12. vb-negyeddöntő |       | (0 – 1) Részletek | Sárosi 43' Zsengellér 30' | Lille Nézőszám: 20 000 Játékvezető: Rinaldo Barlassina (ITA) |

| 213. mérkőzés 1938. június 16. vb-elődöntő | Magyarország                                                   | 5 – 1             | Svédország | Párizs Nézőszám: 28 000 Játékvezető: Lucien Leclercq (FRA) |
| 213. mérkőzés 1938. június 16. vb-elődöntő | Jacobsson 20' (öngól) Titkos 37' Sárosi 67' Zsengellér 39' 85' | (3 – 1) Részletek | Nyberg 1'  | Párizs Nézőszám: 28 000 Játékvezető: Lucien Leclercq (FRA) |

| 214. mérkőzés 1938. június 19. vb-döntő | Olaszország                   | 4 – 2             | Magyarország         | Colombes Stadion, Párizs Nézőszám: 65 000 Játékvezető: Georges Capdeville (FRA) |
| 214. mérkőzés 1938. június 19. vb-döntő | Colaussi 6' 35' Piola 17' 82' | (3 – 1) Részletek | Titkos 8' Sárosi 70' | Colombes Stadion, Párizs Nézőszám: 65 000 Játékvezető: Georges Capdeville (FRA) |

| 215. mérkőzés 1938. december 7. | Skócia                                      | 3 – 1             | Magyarország          | Ibrox Park, Glasgow Nézőszám: 20 000 Játékvezető: Harold Nattrass (ENG) |
| 215. mérkőzés 1938. december 7. | Walker 19' (11-esből) Black 29' Gillick 31' | (3 – 0) Részletek | Sárosi 72' (11-esből) | Ibrox Park, Glasgow Nézőszám: 20 000 Játékvezető: Harold Nattrass (ENG) |

## Külső hivatkozások
- A magyar válogatott összes mérkőzése (magyarul)
- A magyar válogatott a soccerbase-en (angolul)
- A magyar válogatott mérkőzései (1938)

## Lásd még
- A magyar labdarúgó-válogatott mérkőzései (1930–1949)
- A magyar labdarúgó-válogatott mérkőzései országonként